# Долговы (купеческий род)
Долговы — московский купеческий род, происходящий из Калужской провинции. Известен с XVIII века. К роду принадлежит московский городской голова Афанасий Иванович Долгов. После 1814 года члены рода перешли в мещанство.

## Состав рода

### Иван Осипович Долгов
Основателем рода считается Иван Осипович Долгов, или Иван Осипов сын Долгов (? — до 1747). Вместе с сыновьями Лукой и Афанасием был купцом в Калуге. Не позднее 1725 году прибыл в Москву. По-видимому, имел прибыльную торговлю, поскольку оставил сыновьям огромное состояние. Сыновья окончательно обосновались в Москве после смерти отца.

### Лука Иванович Долгов
Лука Иванович Долгов (10 октября 1722 — 19 апреля 1783) перебрался в Москву в 1744 году и сразу был записан купцом первой гильдии. Приписан к Панкратьевской слободе. В 1748 году имел торг на Гостином дворе. Успешно торговал с заграницей, отправляя через Петербургский порт на экспорт пеньку и закупая иностранные товары для последующей продажи в России. В 1771 году, во время чумы в Москве, оказал некие услуги государству, за что в 1775 году был пожалован чином титулярного советника в ранге сухопутного капитана. Был обер-президентом Московского магистрата. С 1783 года перешёл в сословие именитых граждан. Скончался в Москве, был погребен на Лазаревском кладбище.
Государственный чин сделал детей Долгова привлекательной парой для дворянских семей. Из многочисленных потомков Луки Ивановича Долгова с дворянскими родами соединились шесть дочерей. Сыновья в основном избрали армейскую карьеру. Сам Долгов был женат трижды: имя первой супруги неизвестно, второй была Мария Ефимовна Лукина (1740—1765), дочь московского купца первой гильдии Ефима Денисовича Лукина (1707—1767); третьей — Сусанна Филипповна Аршеневская (5 февраля 1746—6 февраля 1823), дочь унтер-шталмейстера Филиппа Петровича Аршеневского. Сусанна Филипповна Долгова, после смерти мужа оставалась в сословии именитых граждан. Она умерла в 1823 году, была погребена рядом с мужем на Лазаревском кладбище. 
Дети от второго брака:
- Наталья Лукинична (1743—не ранее 1811) — вышла замуж за московского купца первой гильдии Семёна Григорьевича Бабкина;
- Аграфена Лукинична (1745—1817) — вышла замуж за архитектора, основателя русской псевдоготики Василия Ивановича Баженова;
- Прасковья Лукинична (1748—не ранее 1782) — вышла замуж за профессора медицины Московского университета Семёна Герасимовича Зыбелина;
- Мария Лукинична (1754—1819) — вышла замуж за московского архитектора, ученика Баженова, Елизвоя Семёновича Назарова;
- Елизавета Лукинична (1756—1771);
- Екатерина Лукинична (1762—не ранее 1795) — вышла замуж за секунд-майора Василия Титовича Лепёхина (1749-1836).
- Иван Лукич Долгов (1764—1788);

Дети от третьего брака:
- Ирина Лукинична (1766—до 1792) — вышла замуж за князя Ивана Павловича Горчакова (1763-1798);
- Варвара Лукинична (1767—до 1829) — вышла замуж гвардейского прапорщика Павла Петровича Колычева (1746-1840);
- Николай Лукич (1768—после 1840) — лейб-гвардии Измайловского полка отставной прапорщик (1791), сотенный начальник земского ополчения (1806), капитан Московской военной силы в 1812 г. (при Бородине), штабс-капитан, помещик Дмитровского уезда сельца Малое Воронино и Пронского уезда (245 душ). В 1818 году был внесен во II часть родословной книги Московской губернии;
- Лука Лукич (1769—1810 или 1840) — вышел в отставку в звании лейб-гвардии прапорщика;
- Хиона Лукинична (1771 — не ранее 1795) — девица в 1795 году;
- Любовь Лукинична (1775—1851) — замуж не вышла;
- Ольга Лукинична (1776—1811) — замуж не вышла[2];
- Вера Лукинична (1780—1853) — замуж не вышла.

#### Внуки и правнуки
- Николай Николаевич (1820—1894) — сын штабс-капитана Николая Лукича Долгова, внук Луки Ивановича. Гвардии штабс-ротмистр, уездный предводитель дворян Пронского уезда в 1851-1863 гг. Первым браком был женат на Надежде Николаевне Асенковой, внебрачной дочери актрисы Александры Егоровны Асенковой и офицера Семеновского полка Николая Ивановича Кашкарова, младшей сестре актрисы Варвары Николаевны Асенковой. Второй женой была княжна Мария Александровна Кольцова-Масальская.
- Николай Александрович (1856—1919) — сын предыдущего, действительный статский советник (1908), пронский уездный представитель дворянства с 1906 года.
- Рональд Николаевич
- Юрий Николаевич
- Рудольф Николаевич

### Афанасий Иванович Долгов
Афанасий Иванович Долгов (1725 — 5 (17) марта 1804) вместе со старшим братом перебрался в Москву в 1744 году, также сразу был записан купцом первой гильдии и приписан к Панкратьевской слободе. С 1762 года выделил свой капитал из общего с братом и начал вести самостоятельную деятельность. Одним из направлений предпринимательства Долгова была аренда собственных лавок другим купцам. Например, в 1763 году он сдавал 10,25 лавки, получая за это 286 рублей в год. В торговле, по-видимому, не уступал брату, например закупки заграничных товаров в Петербургском порту в 1772—1775 годах у Луки Ивановича и Афанасия Ивановича составили 285 652 рубля и 282 474 рубля соответственно. Братья также имели один из самых высоких торговых оборотов, в некоторые годы — наибольший среди московских купцов.
С 1768 по 1781 и с 1786 по 1789 годы служил ратманом в московском магистрате. С 1792 по 1795 годы был городским головой.
Будучи в должности городского головы, Долгов продолжил строительство Гостиного двора, начатое Михаилом Павловичем Губиным. При активной торговле иностранными товарами, в декабре 1792 года в Москве начался избыток товаров, вывезенных из революционной Франции. Для их реализации, под руководством Долгова, Московская дума вынесла решение отремонтировать Мытный двор на Москворецкой улице, хотя это не полностью решило проблему.
Жертвовал деньги на нужды церкви, в том числе помогал паломникам на Афон, профинансировал реконструкцию Василием Ивановичем Баженовым, мужем племянницы Аграфены, церкви иконы Божией Матери «Всех скорбящих Радость», и возродил Симонов монастырь, упросив передать его верующим императрицу Екатерину II и лично обеспечив содержание в 200 тыс. рублей в год.
Единственной женой Афанасия Ивановича Долгова была Лукерья (Гликерия) Ефимовна Болотина (1738—1806), дочь вяземского купца первой гильдии Ефима Кирилловича Болотина (1714-1755), владельца московской Большой суконной мануфактуры, сына известного вязьмитина, гостиной сотни Московской суконной фабрики компанейщика Кирилла Вонифатьевича Болотина (1676-1726). В браке родилось семеро детей. Оба сына предпочли не заниматься предпринимательством, а поступить на военную службу. Две дочери умерли в детском возрасте.
Дети:
- Екатерина Афанасьевна (1760—1763);
- Анна Афанасьевна (1761—1763);
- Петр Афанасьевич (17.08.1764—23.05.1823) — ушёл на военную службу, дослужился до звания премьер-майора;
- Екатерина Афанасьевна (1766—1783);
- Анна Афанасьевна (1770—3.04.1845) — вышла замуж за подполковника Марка Абрамовича Костылева (1756-1826);
- Александр Афанасьевич (22.01.1772—1.06.1844) — в службу вступил в 1791 году лейб-гвардии Измайловский полк унтер-офицером, в 1798 году определен в Государственную Коллегию Иностранных Дел студентом и произведен 28 октября того же года актуариусом, 23 мая 1800 - переводчиком, а 18 июля 1804 по Именному Высочайшему Указу по прошению его уволен для определения к другим делам, 28 июля того же года определен в Департамент МЮ, 31 декабря 1804 по Именному Высочайшему Указу пожалован коллежским асессором, 1806 апреля 20 перемещен в 6-й Департамент Правительствующего Сената, 31 декабря 1809 пожалован надворным советником, 20 мая 1810 по прошению его от должности уволен. А.А. Долгов ходатайствовал о пожаловании ему диплома на дворянское достоинство и об изготовлении и выдаче дворянского герба рода Долговых. Дело "по прошению Надворного Советника Александра Долгова о пожаловании на дворянское достоинство диплома и герба" началось 21 декабря 1817 года, слушано Герольдиею 21 декабря 1817 года, слушано Сенатом 23 августа 1818 года, затем вновь слушано Герольдиею 27 августа 1818 года. Диплом изготовлен в листах и хранится в Герольдии. В журнале Герольдии 5 июля 1843 года между прочим заключено: "дело о выдаче Надворному Советнику Александру Долгову диплома на дворянское достоинство зачислить оконченным и изготовленный в листах диплом сдать для хранения в Архив Герольдии, в случае же его Долгова явки объявить, что он должен, буде желает получить диплом возобновить вновь просьбу и представить потребные для сего деньги вновь."[7];
- Наталья Афанасьевна (1774—1786)

## Дворянство
Сыновья и внуки братьев Луки и Афанасия Ивановичей Долговых постепенно все перешли в дворянство. Род внесён в II, III части родословных книг Московской и Рязанской губерний.

### Описание герба
В верхней малой части щита, в голубом поле изображена золотая звезда. В нижней пространной части в серебряном поле крестообразно положены две древесные ветви и над ними означен улей и две пчелы. Щит увенчан дворянским шлемом и короною с тремя страусовыми перьями. Намет на щите голубой, подложенный золотом.